# Froschkern
Froschkern ist ein Ortsteil der Gemeinde Anzing im Landkreis Ebersberg in Bayern, Regierungsbezirk Oberbayern. 

## Geschichte
Der Ortsname leitet sich vermutlich vom ansässigen Familiennamen Froscholfer ab und bedeutet wohl bei der Kehre eines Froscholf. Erstmals wurde „Vroschkerin“ im 15. Jahrhundert erwähnt, 1439 erstmals der Name „Froschkern“.

## Übersicht

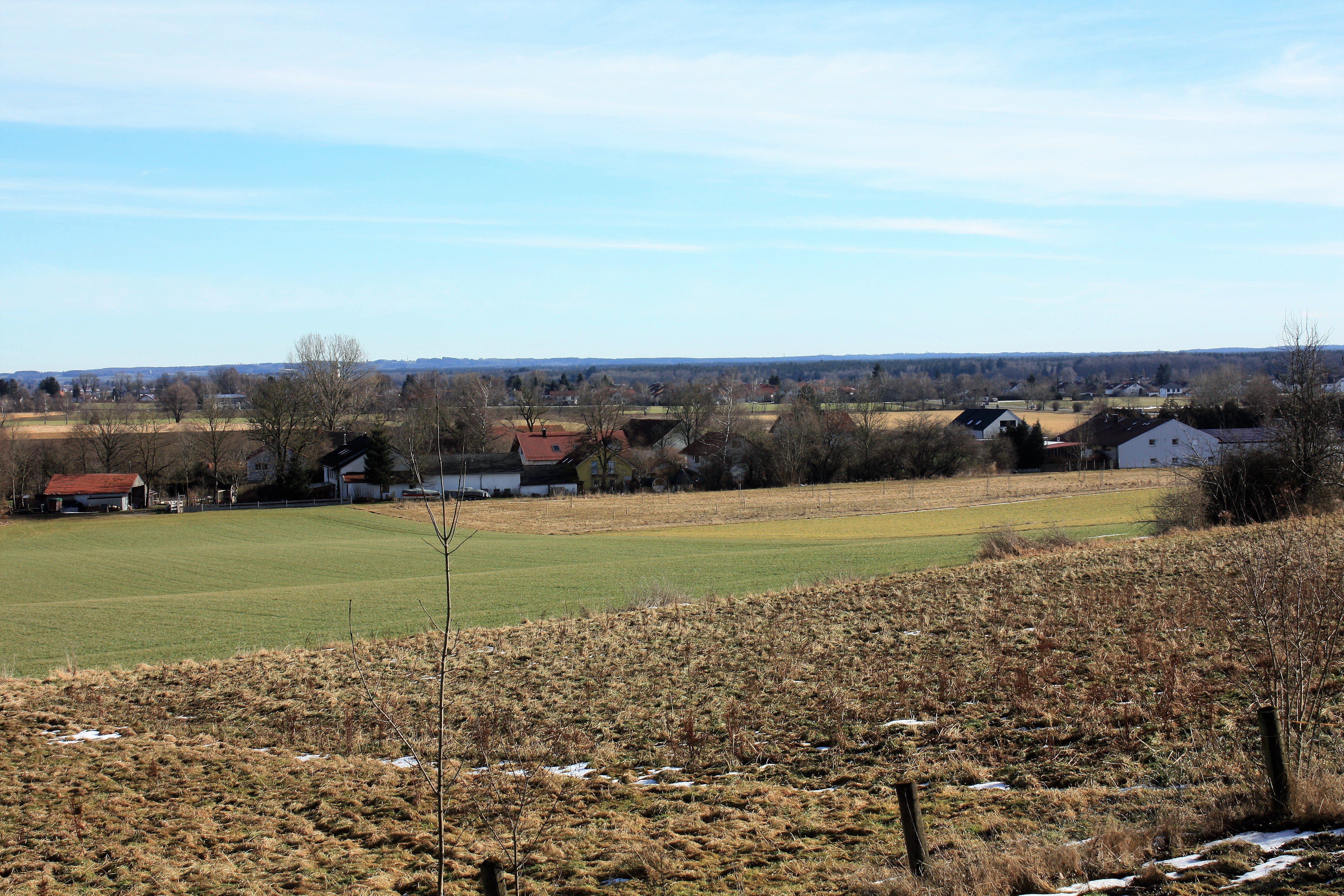
Blick auf Froschkern vom Neufarner Berg aus

Froschkern liegt westlich von Anzing, an der Ostflanke des Neufarner Berges. Nördlich verläuft die A 94, südlich führt die Kreisstraße EBE 5 (ehemals Bundesstraße 12) als Münchener Straße über den Neufarner Berg und verbindet Anzing mit dem zur Gemeinde Vaterstetten gehörenden Neufarn.
Der Ort besteht aus wenigen Häusern, darunter dem Kameter, einem Hof aus dem Jahre 1554 und einer kleinen Pension. Am Nordeingang des Ortes steht eine kleine Kapelle, erbaut im Jahre 1891. Sie ist ein Baudenkmal. Im Ortszentrum steht ein Wegkreuz. 2011 wurde Froschkern zum Dorfgebiet gehörend erklärt und gilt damit nicht mehr als Außenbereich.

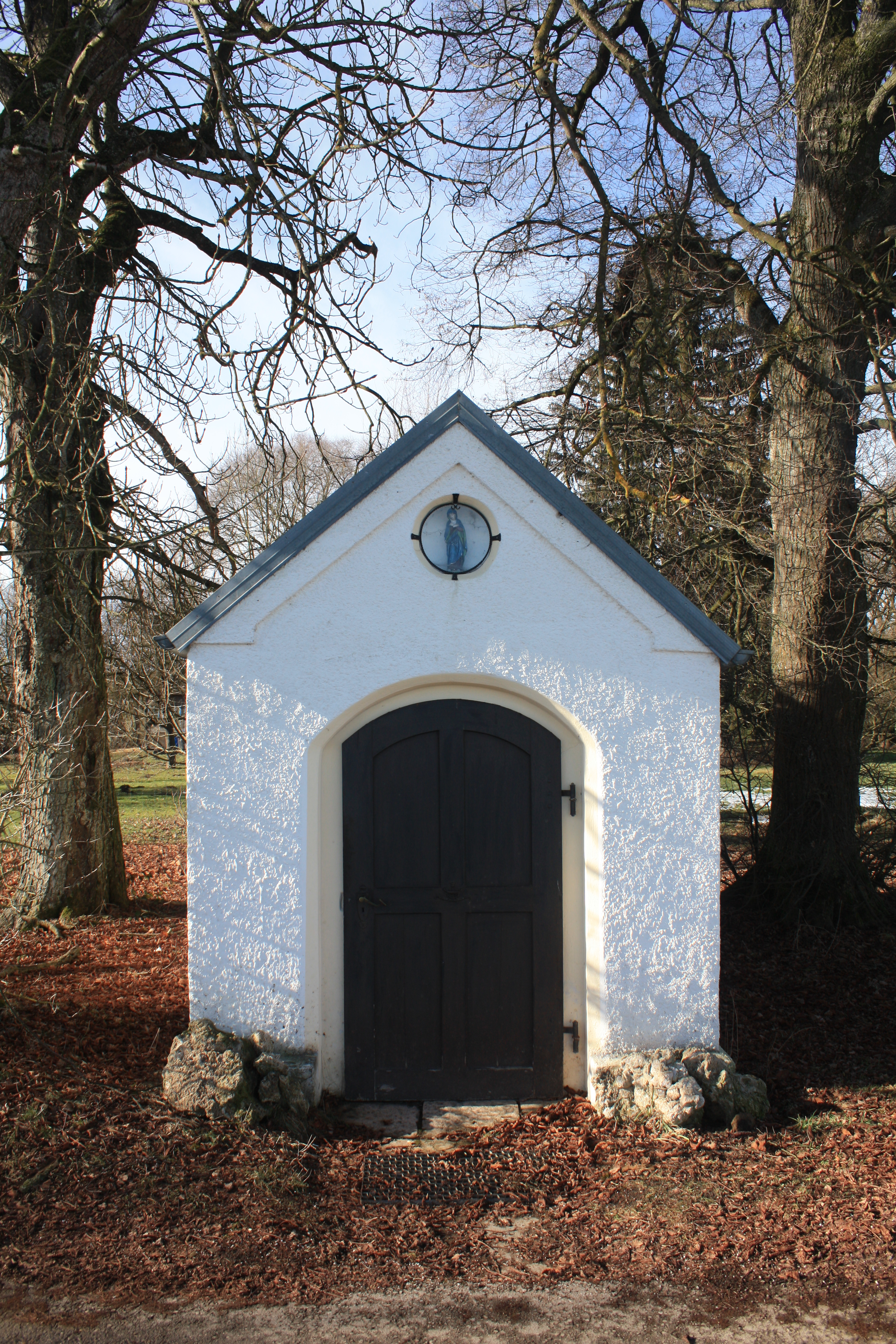
Kapelle
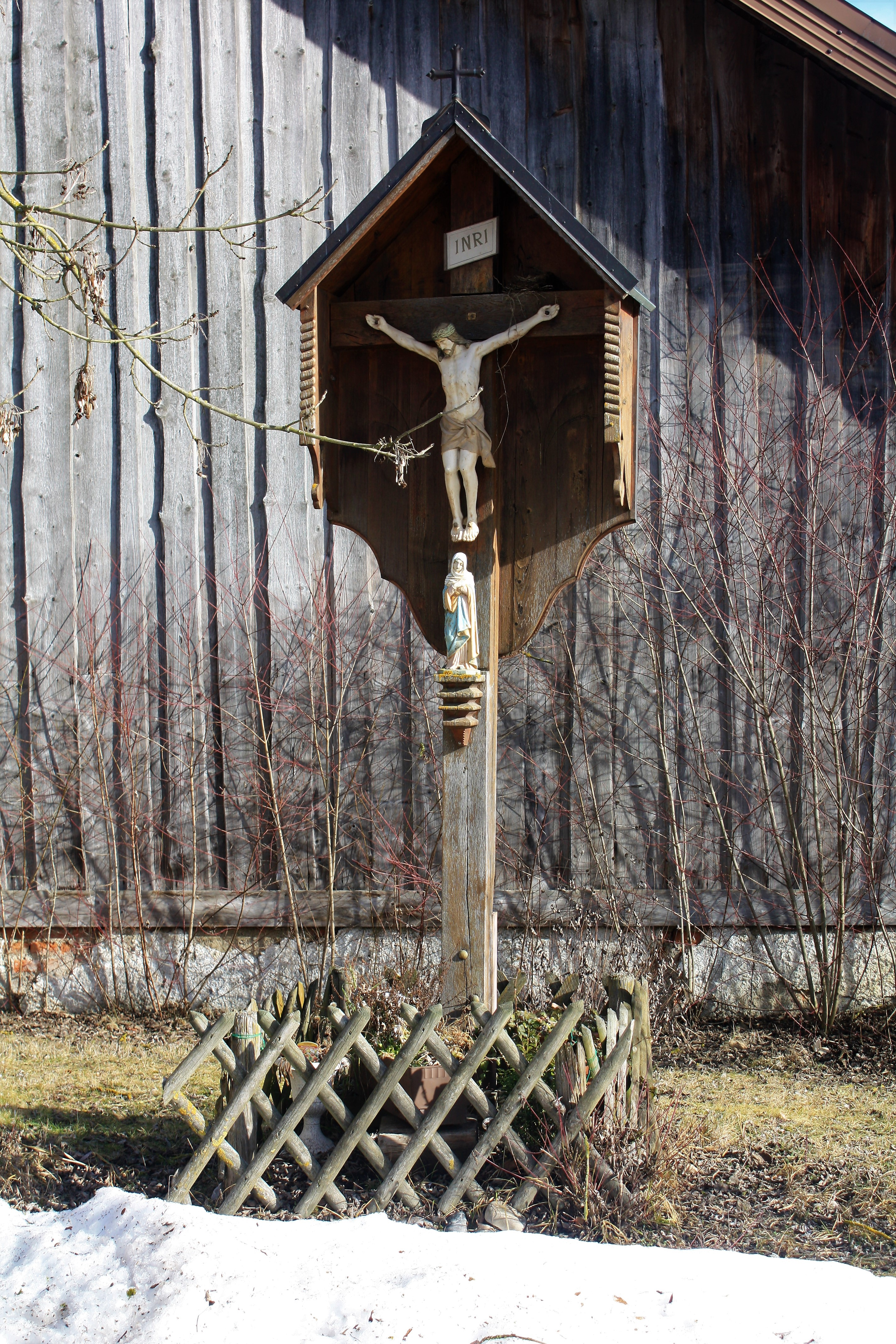
Wegkreuz
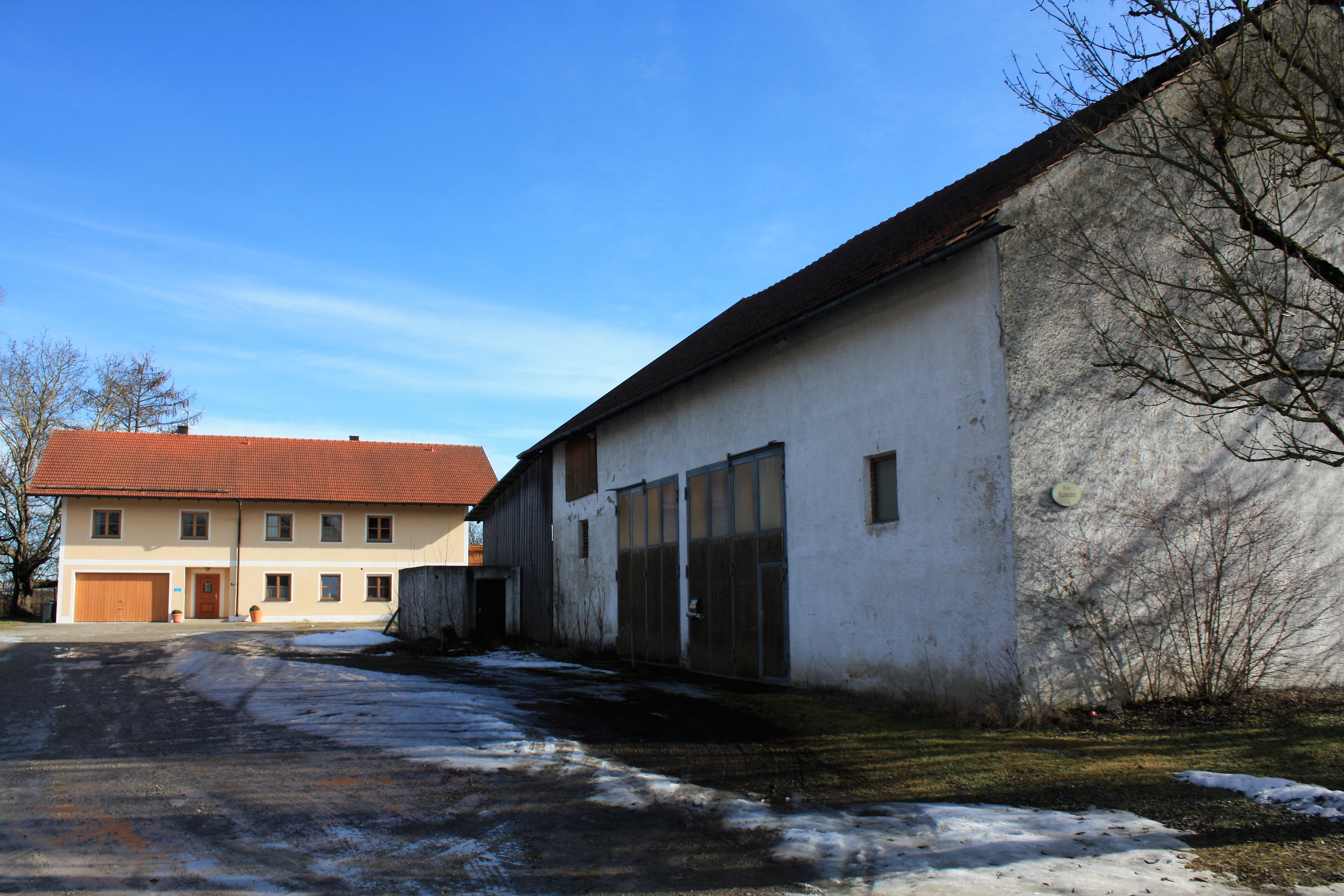
Beim Kameter
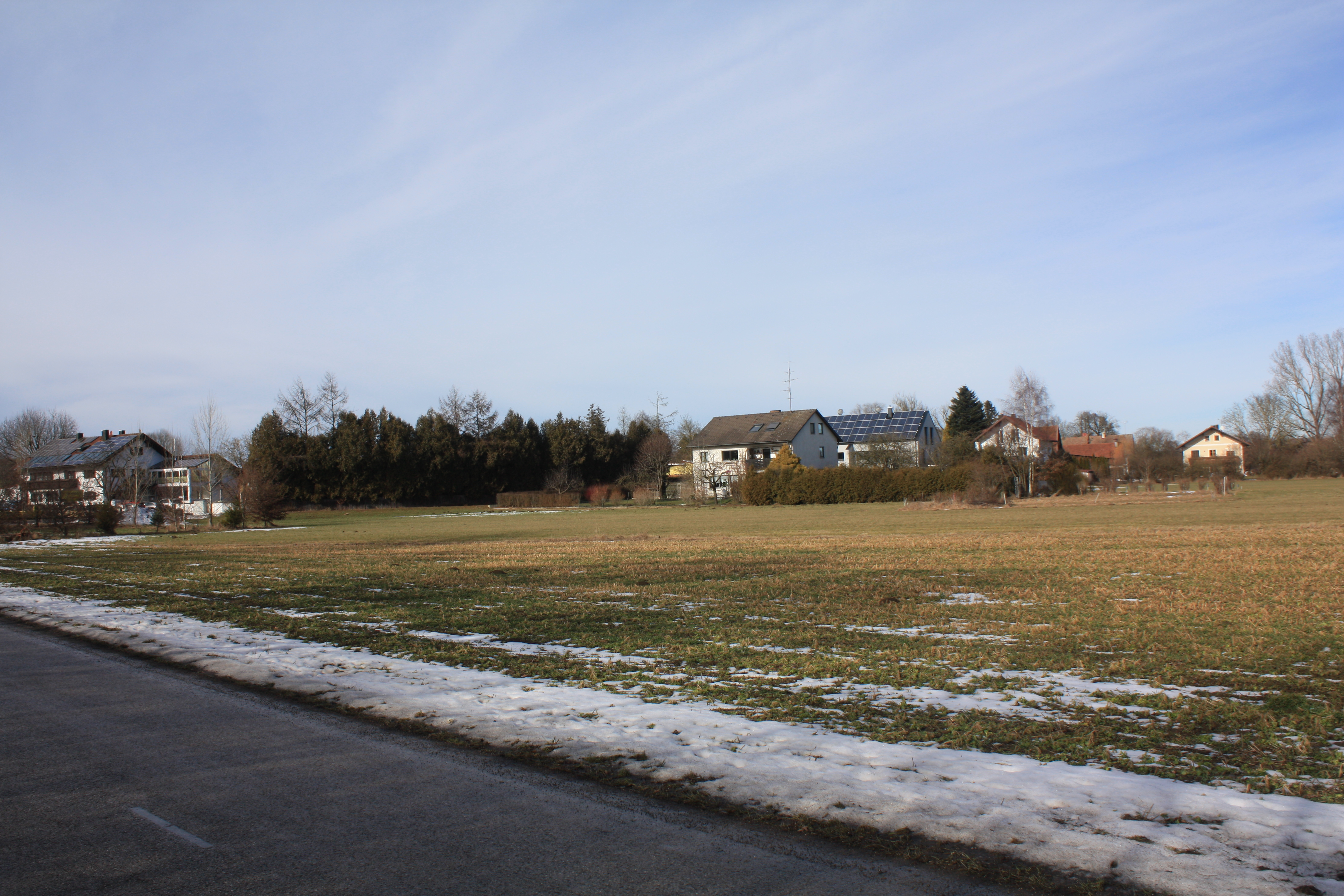
Südliche Zufahrt nach Froschkern